# Pedicularis platychila
Pedicularis platychila är en snyltrotsväxtart som beskrevs av Tsoong. Pedicularis platychila ingår i släktet spiror, och familjen snyltrotsväxter. Inga underarter finns listade i Catalogue of Life.